# Театральна площа (Київ)
У Вікіпедії є статті про інші площі з назвою Театральна площа
Театра́льна пло́ща — площа в Шевченківському районі міста Києва. Розташована між Володимирською вулицею і спорудою Національного театру опери та балету України.

## Історія
Площа виникла в середині XIX століття як площа без назви. Сучасна назва — Театральна площа (рос. Театральная площадь) — з 1869 року як площа перед Міським театром, зведеним у 1856 році. З 1927 року — площа Лисенка, на честь українського композитора, піаніста, диригента, педагога, збирача пісенного фольклору, громадського діяча Миколи Лисенка, паралельно використовувалася стара назва. У 1939 році підтверджено сучасну назву.
За проектом художника-архітектора Василя Онащенка 1935 року були побудовані сходи, якими площа сполучалася з вулицею Лисенка.  У 1980-х їх демонтували і побудували натомість корпус з репетиційними залами.

## Пам'ятники та меморіальні дошки
На площі встановлено пам'ятник композиторові Миколі Лисенку, зведений 1965 року.